# Hexatoma (Eriocera) gomesiana
Hexatoma (Eriocera) gomesiana is een tweevleugelige uit de familie steltmuggen (Limoniidae). De soort komt voor in het Neotropisch gebied.